# Petrolândia (Santa Catarina)
Pour les articles homonymes, voir Petrolândia.
Petrolândia est une ville brésilienne de l'État de Santa Catarina.

## Géographie
Petrolândia se situe à une latitude 27° 32′ 07″ sud et à une longitude de 49° 41′ 53″ ouest, à une altitude de 410 mètres.
Sa population était de 6 131 habitants au recensement de 2010. La municipalité s'étend sur 306 km2.
Elle fait partie de la microrégion d'Ituporanga, dans la mésorégion de la Vallée du rio Itajaí.

## Villes voisines
Petrolândia est voisine des municipalités (municípios) suivantes :
- Bom Retiro
- Otacílio Costa
- Agrolândia
- Atalanta
- Ituporanga
- Chapadão do Lageado